# 弘中優
弘中 優（ひろなか ゆう、1992年9月16日 - ）は、日本の元セクシー女優。元LIGHT所属。

## 略歴・人物
2021年9月、マドンナ専属女優としてAVデビュー。ただし、専属での出演はデビュー作の1本のみで、以降は企画単体女優として活動。
2023年9月28日、自信のXアカウントにて同年11月30日をもってセクシー女優を引退することを公表。

## 出演作品

### アダルトDVD
- その笑顔、ずっと見ていたい。 弘中優 28歳 AV DEBUT ハートに刺さる微笑み、不倫したくなる距離感―。（9月28日、マドンナ）
- 人妻のあふれる蜜（11月2日、熟女JAPAN）※「ゆう」名義
- 乳首を舐めながらのパイズリ（11月23日、SEX Agent/妄想族）
- 部屋連れ込み隠し撮りSEX そのまま勝手にAV発売 3（12月17日、DOC）
- こたつの中の無防備な下半身に我慢出来ずイタズラ! 兄貴の奥さんが痴女に変貌!背徳感に燃える中出し性交（12月17日、DOC）
- 禁断介護 弘中優（12月21日、グローリークエスト）
- 欲求不満の即マン女子限定 部屋にお持ち帰り盗撮 そして黙ってAVへ no.49（12月28日、熟女卍）※「ヒロコ」名義

- いちゃラブ宅飲み濃厚べろちゅう密着せっくちゅ 自宅で朝まで二人きりお泊り 弘中優が彼女になった日（1月4日、桃太郎映像出版）
- 【マジックミラー号25周年記念作品】 Hなママさんがきっかけで芋づる式に大集合!! 勝浦では敵なし最強ママさんバレー部が早漏に悩む男性のちんちん研究 旦那とご無沙汰欲求不満妻7名収録（1月13日、SODクリエイト）
- 熟女連れ込み!他人棒と遊ぶ人妻 盗撮ドキュメントのすべて 33 〜勝負下着で迫り年下君の青臭いザーメンを一滴残らず絞りとる人妻たち〜（2月8日、熟女卍）※「明菜」名義
- 清楚で美しい人妻の皆さん!「お風呂で悩める童貞くんと性を教える素股体験してくれませんか?」 密着混浴し自分の身体を見て緊張しながら勃起する童貞くんに母性と性欲を刺激され、ち○ぽとおま○こをヌチュヌチュ擦り合わせるうちに赤面発情! 一生忘れられない生中出しメモリアル筆おろし!（2月11日、赤面女子）
- 素人妻ナンパ 全員生中出し 5時間 セレブDX 79（2月15日、ロータス）
- 禁断の妊娠OK中出し人妻（2月22日、豊彦）※「成瀬あかり」名義
- マッサージ師のなすがまま、カーテン越しに上から下まで弄られまくりの人妻たち!!声を殺して、鼻息も荒くオイルで火照ったカラダをふるわせ旦那にバレずにイキ放題っ!!久々の中出しに子宮は切なく痺れ、たっぷり染み込む他人種がメスの性を目覚めさせるっ!! 5（2月28日（レンタル）/ 3月10日（セル）、LEO）
- 真っピンク乳首の色白Fカップ娘を金沢で見つけた! 何度も迫ってくる1泊2日のお泊り濃密欲情SEX 弘中優（3月1日、ABC/妄想族）
- 機内の姿とは全く別の人… CAが見せる全身がとろける程、ペニスを生のまま求め快楽を貪る中出し性交… 〜キャビンアテンダントのエッグい極エロ姿〜（3月3日、素人39）
- センズリ用 シコシコしながらじっくり見れる生ま○こと生アナル（3月15日、アロマ企画）
- 顔出し解禁!! マジックミラー便 一流企業で働くパンツスーツのピタパン尻OL編 vol.04 タイトなパンツスーツに包まれたパッツパツのむっちり尻を揉みしだかれ恥じらいながらも濡れてしまったエリートおま○こにデカチン挿入!!（3月15日、DEEP'S）
- 産婦人科痴漢!! 15 何も知らない若妻に治療と称して中出しまでっ!!（3月31日（レンタル）/ 4月7日（セル）、LEO）
- 弟の嫁を妄想で…（4月5日、プラネットプラス）
- 新設マッサージで感じちゃった僕。その2（4月5日、アロマ企画）
- 再会。あの元嫁と、もう一度まぐわいたい（4月12日、タカラ映像）
- 赴任先の学校の保護者会はセックスモンスターペアレントばかり!?（4月12日、Hunter）
- 「姉ちゃんどうしたの?」 看護師の姉が10連続夜勤の禁欲生活で狂ってしまい目の前にチ○ポがあれば弟だろうと強引に挿入!（4月12日、Hunter）
- 腹パンチ好き彼女 〜百合サイド〜 01（4月15日、バトル）
- 前かがみ女性の尻肉やぷくまんで顔面やチ○ポを圧迫されザーメンを放出（4月19日、アロマ企画）
- 突然、唇と乳首をベロンベロンに舐められチ○ポはフェザータッチで焦らされる 2（4月19日、アロマ企画）
- 完全ドキュメント! 勃起チ○コが好き過ぎて 勃起に出会える仕事探しました（5月3日、パコパコ団とゆかいな仲間たち/妄想族）
- 金曜日の人妻ナンパ どう見ても人妻さん丸出しなのに結婚してる事を隠しがちの奥さんは週末前のワンチャンSEXを待っている!!（5月6日、h.m.p）
- 密室マッサージ店の媚薬で開発された性人形!（5月10日、セレブの友）
- 一般男女モニタリングAV マジックミラーの向こうには自慢の妻! 『メモリアルヌード』撮影中の素人奥様が“30cm横で夫に見られている”とは知らずに寝取られ中出し!! …した後日談:デカチンでのけぞりイキした清楚妻 旦那の寝取られ願望実現企画のその後まで追跡スペシャル（6月7日、ディープス）
- 堕ちた子持ち若妻の淫靡な肉穴に快楽中出し（6月9日、ヒビノ）
- 危険日の密会 義弟の精子で妊娠した私…。（6月21日、エマニエル）
- マジックミラー号ハードボイルド デカチンの先っぽ3cmだけを挿入する過激な膣ケアエクササイズで敏感な膣口を刺激され続けるとご無沙汰妻は膣奥まで欲しくなってしまうのか!?久々の快感にイキ捲る性欲爆発SEXは中出し1発だけでは終わらない! 3（6月23日、サディスティックヴィレッジ）※「かおり」名義
- 不倫チン○にどっぷりハマりラブラブセックスを繰り返す妻に下された罰（6月28日、マザー）
- プライドが高いことで有名なヤリ手OLは、真性露出狂だった! 勤務中に室外で自撮りオナニーしながらアヘトロ絶頂する姿を見てしまった僕は…（7月8日、ゲッツ!!）
- 椅子にまたがった逆座り尻（7月12日、アロマ企画）
- 羞恥! 新任女教師が学習教材にされる男子校の性教育 生徒の目の前で無遠慮な指が膣に挿入される!プライドは崩壊するが、子宮の奥から愛液があふれ出る 9（8月11日、サディスティックヴィレッジ）
- 顔出しMM号 仲良し奥様限定 ザ・マジックミラー ママ友2人組が「童貞筆おろし脱出ゲーム」に挑戦! 恥じらいながらも我慢汁ダラダラの年下童貞チ○ポに興奮しちゃったご無沙汰人妻2人のチ○ポ奪いあいハーレム3P!最後はW生中出し!（8月16日、DEEP'S）※「しおり」名義
- デカ尻羞恥露出（8月16日、山と空）
- 一般男女モニタリングAV 絶倫巨乳妻と童貞男子がザーメン20mlを溜めるまで出られないラブホからの脱出に挑戦! 旦那とはご無沙汰の奥様が初めて逆ナンパした男子大学生を射精させるために手コキ・オナホコキ・フェラ・筆おろし! 何発出しても萎えない年下チ○ポと大量の精子を目の当りにして大興奮の人妻オマ○コは満足するまで何度も生挿入で連続中出し!（9月6日、DEEP'S）※「みさき」名義
- ふやけるまでしゃぶられ続ける超濃厚耳舐め×エンドレス乳首弄り（9月13日、アロマ企画）
- あざと可愛いおっとりOLさんは黒人さんと交尾がしたい 黒太巨根で絶叫イキ狂い（9月24日、Shark）
- 優しい現役保育士さんにお願いしてみました。「童貞君の皮かむりチ○ポを洗ってくれませんか?」勃起が抑えきれない童貞チ○ポを見捨てれない心優しい保母さんが自ら進んで中出しを許した筆おろしSEX（9月27日、SCOOP）
- 好奇心旺盛で超ノリが良い素人女子大生にお願いしました。 クンニ我慢チャレンジ1000ペロ耐えたら100万円 イッたら罰ゲーム生中出しSEX（10月25日、SCOOP）
- 相席居酒屋で1人飲みしている熟女をナンパしたら何と人妻だった。欲求不満な体と久々な女扱いにお持ち帰りセックスしたらヤバすぎる乱れっぷりでした… (3)（10月27日、グラフィティジャパン）
- 飲みログ 自撮り せんべろ女子 〜飲みベーション高めスケベ美女のタダマンはしご酒〜（11月1日、桃太郎映像出版）
- 『愛し合う夫婦が残したいメモリアルヌードフォト』と題された雑誌の特集だと妻を騙し、絶倫チ○ポ男と素肌密着偽撮影会で寝取られ検証!! VOL.2 旦那よりも若くてカチカチに反り返ったチ○ポがマ○コまで1cmに超接近して奥さん急激欲情!?旦那が近くにいるにも関わらず生中出し!!12発（11月11日、赤面女子）
- アソコに直穿きスポウェア女子 気付かないうちにもうヌレヌレ♡ヤリたい盛りの乙女たち!（11月26日、オイスター海運）
- 誰にも言えない… 娘の夫に無理やり抱かれたなんて… (8)（11月27日、グラフィティジャパン）
- 夫にひみつのイチャラブ不倫 1度だけの火遊び、でも中に出されて満たされたい…（11月27日、MERCURY）
- 素人主婦4名 白昼不倫セックス流出 寝ている旦那の傍で背徳の汗だく連続生交尾（12月1日、素人39）
- 綺麗な近所の奥さんが 弘中優（12月13日、タカラ映像）

- 【実録】一度は着てみたい超絶カワイイ制服で有名なファミレスの猥褻入店面接（1月13日、グーニーズ）
- 団地の集会所で行われた婦人科検診で欲求不満な団地妻たちに悪戯する医師会の実態!!（1月13日、グーニーズ）
- 人妻誘惑レズビアン ～新婚妻は夫の留守に美熟女とご近所不倫～ 橘メアリー 弘中優（1月17日、U&K）
- 美熟女ヌード観察50人（1月24日、UMANAMI）
- 騎乗位でSEXしながらずっとベロチューと乳首弄り、パウダー使ってさわさわ睾丸弄られ続けながら90分間イクのを禁止される早漏男子には拷問すぎる4Pハーレム（2月7日、アロマ企画）
- 憧れ女性のパンチラを堪能しながら同僚女子にチ○ポや乳首を弄られ続ける（2月14日、アロマ企画）
- 一般男女モニタリングAV × マジックミラー便コラボ企画 大手企業に勤めるデカ尻ピタパンOLさんが初めてのパンツスーツ履きっぱなしイキ潮体験! 手マン & 電マ責めでぱっつぱつのパンツスーツから滲み出るほど連続イキ漏らししたインテリオマ○コにデカチン挿入で生中出し!!（2月21日、DEEP'S）
- 素人バラエティ 心優しい人妻がチャレンジするデカチンすぎて彼女ができず毎晩寂しい男性に唾液ダラダラ密着ベロチュー素股ケア! 直でズリマンされどんどん大きくなるデカマラにクリトリスを刺激され糸引くほど濡れた欲求不マ○コに巨根をねじ込み激ピストン!（2月23日、サディスティックヴィレッジ）
- 業界激震!? AV新法のせいで女優さんのドタキャンで撮影中止になるのを回避させたい監督に懇願されAV出演させられた社員ADの私。「中出しまでされるなんて聞いてませんよ!!」（2月23日、.Works/FALENO TUBE）
- ヤレるノート 女子から嫌われているとある男子学生の記録（2月23日、.WorKs/FALENO TUBE）
- セレブ奥様ナンパS vol.01 「ちょっとお願い!」でどこまで許してもらえるか!? 先っちょだけのはずなのに奥まで欲しがる奥様たちにちょっと中出ししちゃいました!!（3月10日、ホットエンターテイメント）
- 摘発! 上級国民による会員制乱交パーティーの実態!! 未成年者（女子○生）まで参加していた密室での一部始終の映像が流出!!（3月10日、グーニーズ）
- 不倫、言いなり、ヤル為に来る奥さん 優 (28)（3月20日、エンブレム）
- 【個撮】 フェラなら撮らしてくれた! 5 あ～んぐり口内射精10人（3月21日、HALENTINO/妄想族）
- 「ごめんくださぁ～い」何も気づかず夢中でVRオナニー中にやってきた隣人のお姉さんはバーチャル世界にトリップした俺♂にHな悪戯をしてきた!? パねぇリアルな感覚にそのまま生ハメ中出ししちゃったみたい（3月23日、.WorKs/FALENO TUBE）
- N●Kをぶっ壊せ! 「あぁぁん壊れちゃう～～!」 N●Kの高圧的な集金人とスクランブル性交するまでの経緯!! 受信料は中出し払いで!!（3月23日、.WorKs/FALENO TUBE）
- 3泊4日ハーレム旅行ドキュメント 性格SSS女優・香椎佳穂 & 弘中優と沖縄W中出し逆3P旅（4月4日、パコパコ団とゆかいな仲間たち/妄想族）
- 一般男女モニタリングAV × マジックミラー便コラボ企画‘ヌキ無しメンエス嬢を本気で感じさせるとSEXできる’という噂は本当か!? 高級メンエス嬢がお店に内緒で初めてのぬるぬるオイル生挿入中出し! しちゃった一部始終を完全盗撮! AV男優の巧みなデカチン誘惑でオマ○コの疼きが収まらずのけぞり連続絶頂!!（4月4日、DEEP'S）
- 私のお尻に何を押し当ててるのかな? まさか勃起チ○ポじゃないよね? 3  近所の若妻たちのパンスト尻がエロくって我慢できず勃起チ○ポ擦りつけたら、勝手に腰をクネらせて喘ぎ出した!（4月6日、SWITCH）
- 人妻ナンパ中出しイカセS vol.02（4月14日、ホットエンターテイメント）
- 拘束されたガーリー女子をクリトリス責めしながら観察する（4月18日、アロマ企画）
- 論破ナンパひろいき!! やりたい男 VS やりたくない女 理詰め口説きセックス!!「セックス嫌いとか嘘つくてのやめてもらっていいですか??」（4月20日、.WorKs/FALENO TUBE）
- とある性心理学の催眠療法 その性の悩みを肉棒でぶち壊す!（4月20日、.WorKs/FALENO TUBE）
- 新婦の友人を二次会からお持ち帰り朦朧姦 2（4月20日、ネクスト）
- ドスケベトレーニングママの発情誘惑デカ尻フィットネス（4月25日、デジタルアーク）
- 前略四畳半の奥様 ゆうさん 31歳 ●素人四畳半生中出しシリーズ（5月11日、プラム）
- 乳首で感じて濡れ濡れパン染み日常的オナニー 2  15人（5月16日、HALENTINO/妄想族）
- 寝取られ願望のある人妻達が集うハプニングバー（5月25日、FALENO TUBE）
- ＜3分間電マに耐えたら10万円!＞ もしもイッちゃったら中出し本番罰ゲーム! Presented by FALENO TUBE（5月25日、.WorKs/FALENO TUBE）
- 丸の内OLのお悩み相談（5月25日、.WorKs/FALENO TUBE）
- 万引き人妻 代償として甘受した猥褻な制裁（6月9日、グーニーズ）
- 激・肉欲不倫 癒し系美人妻の特濃ご奉仕と淫乱絶頂SEX 弘中優（6月13日、オーロラプロジェクト・アネックス）
- 誘惑美人女囚人たち 中に出していいから外に出して（6月22日、.WorKs/FALENO TUBE）
- 妻みぐい不倫旅行 ゆう(仮名) 29歳（6月27日、MERCURY）
- 万引き スーパーの人妻たち（7月6日、プラム）
- 飲み過ぎてみんなで終電逃したら…中途採用のバツイチ美人が欲求不満すぎて朝まで限界SEX（7月18日、HALENTINO/妄想族）
- 回春ペニバンレズエステ ～都会の隠れ家、女性専用オイル密着エステ～（7月18日、U&K）
- 柔らかおっぱいでハグされながら亀頭優しく撫でられ続ける天国性感3Pプレイ（7月18日、アロマ企画）
- 神出鬼没! ハナ金限定熟女ハンター! 酔わせて・おだてて・口説いてお持ち帰り! ビールも精子も喉越し最高中出しスペシャル!!（7月22日、ビッグモーカル）
- 保育園のマドンナ先生がシングルパパを癒してくれる ケツ穴ベロベロ 甘とろご奉仕 弘中優（7月25日、オーロラプロジェクト・アネックス）
- AV女優の恥ずかしい局部アップ 裸のコレクションvol.2（7月27日、MERCURY）
- 女上司に馬乗りで唇奪われベロチューされ続けながら亀頭べろんべろんにしゃぶられ続けるパワハラ3P性感（8月8日、アロマ企画）
- 相部屋OLアナル舐め夜這い いつも強気なデカ尻女先輩のモワッと匂う尻穴を舐めほじると… まさかの発情メス顔イキ! ひくひくケツ穴おっぴろげで肛門クンニを求めてきたので朝まで生中出しSEXしてあげた inラブホ（8月15日、DEEP'S）
- コスフェラ!!（8月15日、HALENTINO/妄想族）
- 黒パンスト尻 美人上司がからかいパンストパンチラ誘惑してきて、僕のチ○ポでストレス解消してきた!（8月24日、SWITCH）
- メンエス嬢 布越しの誘惑だけかと思いきや!! これ? 生ハメちゃうん?? ぬくもりが違う女神サービス（8月25日、ネクスト）
- 完全CFNM 全裸ですけべ椅子に拘束され濃厚ベロチューしながら蟻の門渡りと亀頭をいぢわるに弄ばれ続ける（9月5日、アロマ企画）
- 親友レズビアン ～優と瞳 耳元で好きって囁いて～（9月5日、U＆K）
- 【悲報】このあとこの巨乳ちゃんたちがマッサージ師のおじさん達に美味しくいただかれるっ！！ 6（9月7日、LEO）
- 精子銀行 FALENO支店 本日のお取引はお引き出し（潮吹き）ですか？精子のお預け（中出し）ですか？？貴方の精巣をライフサポート！！（9月7日、.WorKs/FALENO TUBE）
- 旦那以外の他人棒に寝取られた人妻6人のセックス14 240分（9月30日、マザー）
- 射精した精子を全部飲み干させる！激吸いごっくんフェラ523分大ボリュームBEST（10月6日、ABC/妄想族）
- ヤレるノート2 社内で嫌われているとあるダメ社員の記録 ファレノ商事編（10月12日、.WorKs/FALENO TUBE）
- 初めての責め体験でウブなのにノリ最高の女子大生たちがM男君のリアクションに連鎖発情しちゃってどスケベ痴女覚醒！！全身の性感帯を刺激してチ○ポを徹底的にエロ遊び倒したら騎乗位ズボ挿入で気持ちイイ所に亀頭グリグリ擦りつけ中出しするまで終わらない生ハメSEX（10月10日、SCOOP（スクープ））
- 驚愕の放課後SEXレポートを公開します！とある調査によると近年ではZ世代の若者半数以上が男女共に性行為の経験が無いとの報告が上がっております。しかし底辺学校（偏差値35）の現役学生マコト君が放課後SEXライフをリアルレポート！！いつものたまり場で学校帰りに×××…（10月12日、.WorKs/FALENO TUBE）
- 中年男と密会不倫 浮気を楽しむ一部始終を記録した人妻ハメ撮り10人VOL.05（10月24日、ケイ・エム・プロデュース）
- 1050分 最大Jカップたっぷり今ヌケる巨乳娘！ピンク乳首 チビ巨乳 軟乳 超乳 Hなおっぱい推しまくりSEX 45名T（11月2日、ABC/妄想族）
- レズ専用マッチングアプリ ～いまどきビアンのセックスアプリ～（11月7日、U＆K）
- 射精直前のフェラチオ＆激ピストンラッシュ！！ 極濃ザーメンを人妻の美顔にぶっ放す！！大量顔射 120連発BEST（11月28日、マドンナ）
- 産婦人科痴● 乳がん触診編 17人（12月7日、LEO）
- 中出しイチャラブ温泉旅行 弘中優（12月21日、月刊彼女）
- おち○ぽ大好きっ娘のフェラチオ（12月26日、アロマ企画）

- 失踪！若い男に妻が奪われた ～半年間、妻は年下男とラブホテル同棲していた～ 弘中優（1月9日、ながえスタイル）
- 濡れた女肌が艶っぽい 湯けむり中出し露天風呂 part.2（2月2日、MERCURY（マーキュリー））
- 都内某私立大学女子水泳部合宿に男は新入生マネージャーの僕一人！？部員は全員ピチピチ競泳水着に鍛えられた美しいボディーラインの女子部員たち！目の前で生着替えやポロリで挑発されフル勃起してしまい…（2月22日、FALENO TUBE）
- 【長尺】月刊彼女 中出しイチャラブ温泉旅行【ノーカット総集編】（2月22日、月刊彼女）
- 「ちょっとだけですよ」と言いながらガチガチ勃起チ〇ポに興味津々！素人娘の搾精手コキ2（3月8日、FALENO TUBE）
- 必殺技《マーメイド》でオトコを骨抜きにするメンズエステの超敏腕セラピスト2 みゆき（3月12日、アロマ企画）
- 童貞のボクが異世界に転生したらチート能力を授かりSEX三昧のスローライフを満喫した物語～転生の章～（3月20日、.WorKs/FALENO TUBE）
- 出張先で入った露天風呂がまさかの混浴！？大嫌いな上司が入ってきて地酒をすすめられデカチン見せつけられ酔って抵抗できずに受け入れてしまい中出しされた私（3月20日、.WorKs/FALENO TUBE）
- 人妻訪問マッサージは割とお触りを許してくれるのでお願いしたら射精させてくれました！（7）（4月1日、パラダイステレビ）
- いちゃラブ宅飲み濃厚べろちゅう密着せっくちゅ ノーカット9時間2枚組完全収録版 あの子の本気の生中出しセックス見せちゃいまちゅ！（4月2日、桃太郎映像出版）
- 【ゴールデン福袋】美しい兄の嫁の卑猥な誘惑！？ベストセレクション2346分（4月5日、KSB企画/エマニエル）
- だらしない精液を垂れ流すナマ中出し妻3（4月11日、LEO）
- 若妻セクシーランジェリー誘惑大作戦！ 夫が相手してくれないの！と欲求不満な若妻たちが、せっかく買ったエロランジェリーの効果を確かめるために、近所に住む独身の僕に見せつけに来た！もちろん勃起して美味しくいただきました！（5月9日、SWITCH）
- 【アイドル握手会】購入特典は推し活現役アイドルへの生中出し！！マネージャーも公認！これが令和アイドルの実態！（5月23日、.WorKs/FALENO TUBE）
- 時が止まった空間で動けるのはボク一人！フリマで買った鳩時計が鳴くと勝手に時が止まる！？いつ時が動き出すか分からない中、動かない女さんたちの身体を悪戯してたら当然チ〇ポがギン勃ちになって中出しし放題しちゃいました！！（5月23日、.WorKs/FALENO TUBE）
- 女優最後の1日ドキュメント 最強の愛嬌で業界全員に愛された性格SSSSS女優 弘中優（5月28日、アロマ企画）
- 東京恋人的、美人不倫妻ベストナイン～Premium season～売上ランキングに惜しくも漏れたベストシックス9.4時間12セックス16発射（5月29日、東京恋人）
- ザーメン頂き女子のおじさん完全攻略マニュアル（6月4日、桃太郎映像出版）
- 【野外活動】BBQオフパコ！！身も心もおマ〇コも開放！！BBQ会場で乱痴気パーティーに！？（6月20日、.WorKs/FALENO TUBE）
- 見せつけ挑発オナニー25人VOL.02（6月25日、ケイ・エム・プロデュース）
- 清楚で美しい人妻の皆さん！「お風呂で悩める童貞と性を教える素股体験してくれませんか？」一生忘れられない生中出しメモリアル筆おろし！りなさん27歳結婚3年目ゆうさん31歳結婚2年目（7月5日、俺の素人-Z- SECOND IMPACT）
- オーロラプロジェクトダイジェスト 夏の45連射 2023.06月～2023.11月（7月9日、オーロラプロジェクト・アネックス）
- お姉さんのエロ尻に圧迫壁ドンされたいオジさん達（7月23日、アロマ企画）
- 【超密着！】夏休みのセクハラ水泳教室！水着の隙間からスルっと生挿入実習！「先生！わたしもう一人でイケますから！！」「ダメだ！先生が最後（射精）まで見届けるぞ！」～ひと夏の想い出～（7月25日、.WorKs/FALENO TUBE）
- 「あなた許してください」娘の旦那との禁断性交にイキ狂うわたしを…（7月27日、グラフィティジャパン）
- クロッチに射精されたパンティを穿き恍惚の表情で身震いする女の子。そのぬるぬるパンティで素股され射精！（8月27日、アロマ企画）
- 乳首に電撃が走る！多種多様なチクシチュを喰らって完全押忍イキ！ニップル道場SET！ノーカット全15作品1790分（9月24日、SEX Agent/妄想族）
- ロングヘアーがよく似合う美人妻に中出し12人（10月1日、KSB企画/エマニエル）
- ショートパンツスーツのふともも×腿こき（11月26日、アロマ企画）
- 優しい現役保育士さんにお願いしてみました。「童貞君の皮かむりチ○ポを洗ってくれませんか？」童貞チ○ポを見捨てられない心優しい保母さんが中出しを許した筆おろしSEX7人340分（11月26日、SCOOP（スクープ））
- パイパン熟女11人BEST VOL.04（12月11日、プラネットプラス）
- お尻を突き出すポーズがエロすぎる！後背位ばかりの動画集62人 VOL.04（12月11日、プラネットプラス）
- 《チックスナイン》で相互乳首舐めしながらち〇ぽベロンベロンにしゃぶられ続ける（12月24日、アロマ企画）
- 理性喪失！溢れ出る欲情に恥部への刺激がやめられない！美女たちのガチオナニー21人（12月24日、ケイ・エム・プロデュース）

- お股がツルツル！！ 美意識高い系！！ エッチなパイパンお姉さんにたっぷり生中出ししちゃいました（1月7日、桃太郎映像出版）
- 禁断介護BEST VOL.20（2月11日、グローリークエスト）
- パイパン熟女12人BEST VOL.06（3月5日、プラネットプラス）
- 妻みぐい 不倫旅行～8人の熟女妻たち1，008分16時間超～（3月5日、MERCURY（マーキュリー））

### アダルトVR
- パンスト舐めさせJOI（11月19日、CASANOVA）
- ヤリ手女社長に飼われているボク 社長室でメンタルサポートセックスする日常（12月3日、CASANOVA）

- 寝たきりチ●ポを喰い荒らす 美人介護士の囁き逆レ●プ（1月14日、CASANOVA）
- 立場逆転VR 日常にもっともある女上司と男部下 ボクを常日頃からボロクソに罵倒する女上司との相部屋出張を逆手に取り酒飲ませ酔った瞬間に自慢のち○ぽ捻じ込んでやったらすっかり従順穴ペット 弘中優（2月24日、ワンズファクトリー）
- 突然ボクを誘惑してきたヤリマン女子の本命は担任の女教師!?（3月17日、Hunter）

### ネット配信
- 〈我が子、預けてラブホでゲス不倫!レス!レス!レス!超が付く欲求不満妻とたっぷりナマ出し種付け性交!!〉ベビーカーを押して買い物中の若妻をナンパ!「私、性欲が強いので!」まだまだ若いカラダを持て余す発情妻が竿・玉・穴をねっとりご奉仕!快感トランス状態で生ハメ希望!「ああぁぁ!やばいィ!」と本気イキ連発!中出しおかわりファック!合計3射精!（10月31日、プレステージプレミアム）※「ユウ」名義
- ラグジュTV 1478 結婚8年目の専業主婦が刺激を求めてAV出演!!元ヌードモデルの経験を持つ奥様は人に身体を見られたい願望アリ!非日常の刺激に飢えた奥様がカメラの前で他人棒でよがり乱れる背徳セックス!!（11月3日、ラグジュTV）※「中村優香」名義
- 【初撮り】【艶顔美人】【形の良い巨尻】色気と性欲が溢れ出るアラサー生保レディの結婚前最後のひと遊び。大きなお尻を震わせて逞しい硬根を堪能し、最後は美顔を白濁液で汚して.. ネットでAV応募→AV体験撮影 1689（11月25日、シロウトTV）※「優」名義
- ゆうな（11月26日、素人ホイホイZ）
- マジ軟派、初撮。 1725 大人っぽさとあざと可愛さを併せ持つお姉さんを新宿でナンパ!酔いが回るとHな誘いにも満更でもないなさそうで…?甘えた口調に変わり、イケメン男優のチ●ポを嬉しそうに受け入れる!（12月5日、ナンパTV）※「ゆう」名義
- 【美人保育士、真昼間から窓際で羞恥SEX!!!!】外から見られるかもしれない&ハメ撮り用カメラで興奮はMAX!!あそこはびしょびしょ♪抑えられない性欲にナマナカえっち♪二回戦目は持参の保育着コスプレに着替えて園児プレイ!?w【しろうとハメ撮り#ゆう#28歳#保育士】（12月15日、MOON FORCE）※「ゆう」名義

- #889 You（1月7日、S-Cute）
- 【S級危険美人】職権乱用妻降臨。元ヌードモデルという職業を活かし、デッサンを教えつつ男を立たせる【小悪魔妻】x【フェロモンびんびんなスーパー猥尻】x【SSS級美形妻】x【自らゴムを外し…生ハメ中出し】最高峰のどエロ奥様に中出し2連発!!!の巻（1月10日、プレステージプレミアム）※「ヒラハタユウ」名義
- ゆう（1月21日、素人CLOVER）
- ゆう（1月21日、素人CLOVER）
- 山田（2月9日、ION デートNOW!!）
- 奥さまは奥がスキ! 大人っぽさあざとさを併せ持つ子持ちセレブ妻（2月17日、E★人妻DX）
- 広仲友香（2月22日、東京恋人）
- 【配信専用】朝フェラから始まる最高の1日 理想のMorning Routine!! 3（2月24日、DOC）
- 【街角連れ込みナンパ＃3】予想以上の極上ボディ美女ナンパ成功! 朝して昼して夕方前にオナニーするほどのどスケベ! テクが凄すぎて何回も暴発しちゃったけど締り抜群なマ◯コでハメ中だし!!（3月19日、きゃっち）
- ゆう 金沢美人 ドエロい美人発掘 カメラを自ら持って監督チ○ポを襲撃 眠るADの隣で声我慢 2発射（5月27日、おっぱいちゃん）
- むちゃくちゃ美人でおちゃめなお姉さんとのイチャイチャ全開セックス【中出し2回戦】（5月28日、イチャラブヘイタ）
- #エロい美乳保育士 ゆうな (28)（6月2日、素人ホイホイ）
- 【愛する旦那のため…】ガチ美人癒し系奥さま30歳 イケメンの鬼チンポファックで人生初イキぶっ飛び孕ませセックス【濃厚ザーメン連続中出し♡】（6月4日、心斎橋ハードコア）
- ゆう 2 ドスケベ金沢美人 朝ラーメンならぬ朝ザーメン 朝食は一番搾りの精子w 2SEX2発射 朝フェラで目覚まし寝起きH 風呂場で鬼バック ラブイチャ中出し（6月10日、おっぱいちゃん）
- ゆう（10月5日、素人熟女図鑑）
- ゆう先生 (pwife875)（10月11日、P-WIFE）
- ゆう 2（11月1日、素人熟女図鑑）
- ゆうさん (oreco188)（11月2日、俺の素人-Z-）
- ゆう 2 (pwife882)（11月7日、P-WIFE）
- 弘中さん (spay162)（12月1日、素人ペイペイ）
- 【グループTOPクラスのメンエス嬢】ランキング上位のプラチナセラピストが本番行為! 顔・身体ともに最上級の絶品キャストが中出しされました!【ゆう (29入店1年)】（12月4日、ドキュメントdeハメハメ）

- ゆう（3月21日、ZOOOthe100）
- 家まで送ってイイですか?

case.220 東野さん 28歳 保険の営業(元・保育士)  キス好き必見! こんな目で見つめられたら好きになる! 嫉妬確実! キスで男を殺す! 本能のキス魔! 24時間耐久ベロチューまさにキスの天才! ⇒ 保育士、やっぱりエロい! これぞ包容力! ●供も好きだがヤロウも好き! 優しい顔で男のワガママ受け入れる! セフレ、ワンナイ大好き! ⇒ キスバック、キス寝バック、キス立ちバック、全ての体位でガン見ベロチューイキ! キスがないとSEXじゃない!!（4月21日、ドキュメンTV）

## 書籍・出版

### デジタル写真集
- You've Got a Friend【グラビア写真集】（2022年2月11日、プレステージ出版、撮影：上野勇）
- You've Got a Friend【ヌード写真集】（2022年2月11日、プレステージ出版、撮影：上野勇）
- 弟の嫁を妄想で…（4月5日、プラネットプラス）
- 金沢Fカップ美女パイパンマ●コに中出ししまくりの一泊二日デート（6月16日、ぽかぽか）